# Referendarie
Referendarie (latin referendarius, från referendum, "hänskjutande" "det som bör föredragas") är en idag föga brukad titel på kanslitjänstemän som har till uppgift att föredra ärenden och sköta vissa sekreterarsysslor. I Sverige användes den tidigare i exempelvis Kammarkollegium och Riksbanken. Titeln har beroende på tid och plats betecknat olika ämbeten inom kanslier och andra offentliga organisationer. I Sverige och Finland har beteckningen referendarieråd, tidigare referendariesekreterare, använts.

## Före modern tid
Titeln kan spåras tillbaka till det Bysantinska riket där referendarius betecknade en ämbetsman som framförde petitioner till kejsaren och meddelade dennes beslut. Referendarien utförde här alltså en del av de tjänster som kvestorn gjorde i Romarriket.
Referendarierna var under de frankiska kungarna av den Merovingiska ätten mäktiga statstjänstemän och är föregångare till sentidens kansler.

## Kyrkan
Under medeltiden upprättades ämbetet referendarius apostolicus i den påvliga kurian, vars uppgift var att föra fram petitioner till påven som var så förberedda att denne kunde signera dem. Med tiden ökade referendariernas antal med antalet petitioner och endera Innocentius VIII eller Alexander VI fann för gott att införa två Signaturae, Signatura Gratiae (för exekutiva-administrativa ärenden) och Signatura Justitiae (för juridiska ärenden), och fördela referendarierna mellan dem. Eftersom referendarieämbetet var mycket prestigefyllt tenderade titeln att utdelas som en hedersutmärkelse, varför Sixtus V begränsade antalet referendarier till 100 justitiae och 70 gratiae. Alexander VII kombinerade de båda till ett kollegium med en dekan, vilket utförde det egentliga arbetet, medan de övriga kvarstod som referendarii supra numerum ("övertaliga referendarier"). Pius X avskaffade med dekretet Sapienti Consilio uppdelningen i två signaturae, när han reorganiserade kurian 1908, och skapade en ny signatura bestående av sex kardinaler.

## I Sverige och Finland
Titeln referendariesekreterare användes för lägre tjänstemän inom den ekonomiska förvaltningen. De ersattes 1809 (efter att Finland tillfallit Ryssland) i Sverige av referendarieråd, senare regeringsråd, medan Finland behöll titeln till 1922. Efter 1809 var i Finland referendariesekreteraren en tjänsteman med juristutbildning (eller prästutbildning inom ecklestiastikexpeditionen) som skulle förbereda och föredra de ärenden som behandlades under sammanträdena eller senaten. 1922 ersattes referendariesekreterarna i Finland av referendarieråd, mellan kanslichef och regeringssekreterare, som föredrog ärenden för statsrådet. Referendarieråden ersattes i Finland 1940 av regeringsråd.

## I Tyskland
I dagens Tyskland avses med Referendar en juridik- eller lärarstuderande som genomgår en praktikperiod, Referendariat. För jurister är denna obligatoriska period två år lång, består av praktik i minst fem olika yrken (advokat, åklagare...) och genomförs efter den första statliga examen. För lärare är referendariatperioden 12 - 24 månader lång beroende på delstat.